# 許忠信
許忠信（英語：Hsu Chun-hsin，1965年6月1日—），台灣法律學者、政治人物。專長為海商法、公司法、國際貿易。生於台南市安南區。曾任國立成功大學法律系教授、台灣團結聯盟立法委員、凱達格蘭學校副校長。2024年立委選舉列入台灣民眾黨不分區名單。

## 早年
許忠信高中時就讀台南一中。畢業後考上國立臺灣大學政治學系國際關係組。畢業之後未考上外交官，但自修法律考上國立政治大學法律研究所，並且於法研所二年級時「專門職業及技術人員考試高等考試律師考試」（律師高考）及格。成為律師後曾經於萬國法律事務所實習，並且在1994年順利取得碩士學位。
獲得碩士學位後，許忠信繼續攻讀政治大學法律研究所博士班。時任政治大學國際貿易學系教授的蔡英文是許忠信攻讀政大法研所博士班的指導教授，經蔡英文教授推薦，許忠信申請到英國劍橋大學的入學許可，並順利取得劍橋大學經貿法學博士，是台灣第五位取得劍橋法學博士學位者。
許忠信曾任行政院新聞局法規會委員，行政院新聞局無線電視台審議委員，德國海德堡大學經濟法國際私法研究所客座研究員，臺灣國際法學會理事，臺灣法學會副秘書長，國際名仕會臺灣總會秘書長，巴黎國際商會（ICC）主任仲裁人，成功大學法律學系教授、成功大學兼任智慧財產權法律顧問以及空軍總司令部官兵權益保障委員會委員。

## 從政
2011年10月11日，許忠信獲臺聯提名為2012年中華民國立法委員選舉全國不分區立委排名第一位當選。後依據台聯競選承諾，於2014年2月1日辭去立法委員職務，返回成功大學法律系任教中。
2015年12月31日，許忠信在其主持的廣播節目《台灣人俱樂部》中宣稱，他早在四個月前就已經宣布退出台聯，請支持者不要因為他而投票給任何政黨。2016年1月3日，許忠信接受《台灣蘋果日報》訪問時表示，其實2015年他就很少參與台聯活動，但因近日台聯仍在選舉文宣中提及他仍是台聯中執委、政策會主委，他才在《台灣人俱樂部》再次重申早在四個月前就已經宣布退出台聯。
2022年7月，許忠信接受採訪，表示將投入年底台南市市長選舉，並預告未來將完整揭露民主進步黨台南市長黃偉哲「A143線民案」關鍵內幕。
2022年8月31日，許忠信登記參選台南市市長。2022年9月30日，許忠信、前台南縣縣長蘇煥智與前民進黨立委鄭寶清共同發起成立「台灣二次民主運動連線」，呼籲2022年九合一選舉的候選人參與連線、重建台灣民主。然而，許忠信這次參選的保證金因得票數過低而遭到沒收。

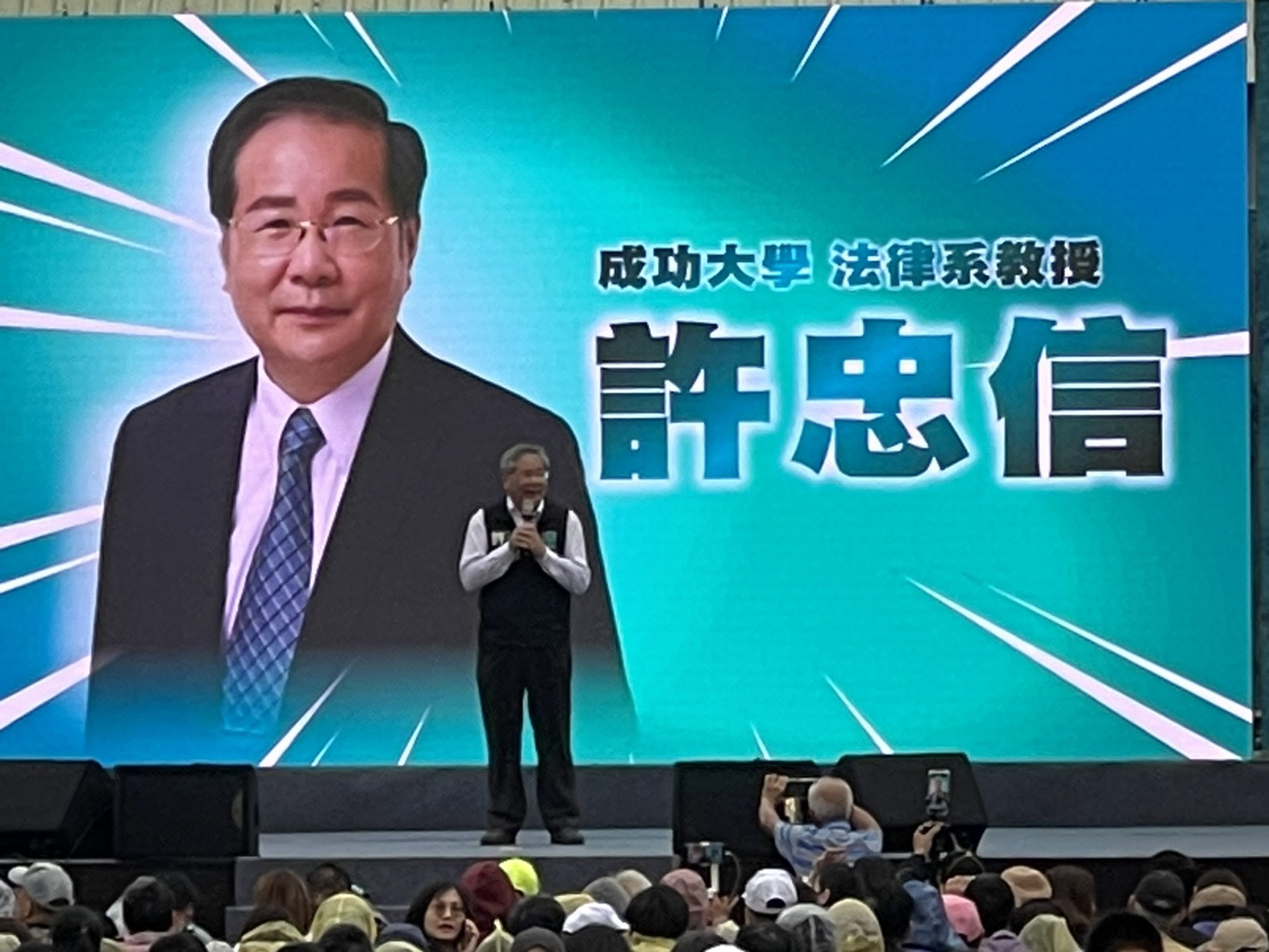

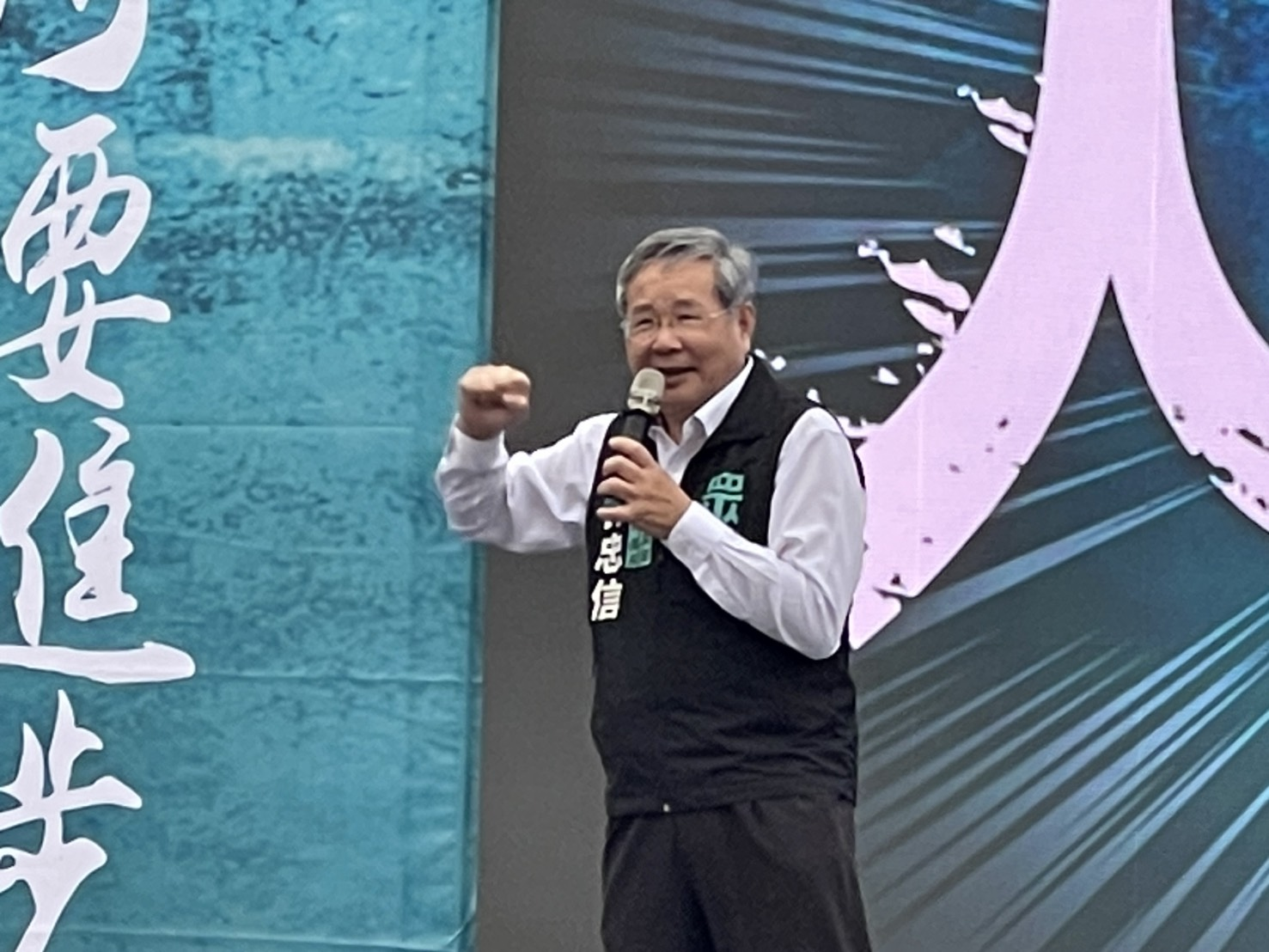
許忠信於人民要當家台南場上臺演講。

2023年11月，許忠信名列2024年中華民國立法委員選舉民眾黨不分區立委名單排名第16位。

## 言論及事件
- 2014年12月25日於立法院經濟委員會召開的電價計算公式公聽會中，成大法律系教授許忠信認為，台電獨占台灣的發電，又是國營企業，根本就不應該與民爭利，沒有所謂的合理利潤[10]。而立委黃偉哲則指出，比台灣電價低的挪威跟瑞典，雖日照時間比台灣少，替代能源的發展卻比台灣好，要求台電檢討再生能源政策，且他以台灣搞丟購煤合約為例，痛批台電的經營效率差勁。

## 作品節選

### 著作
- 海商法要義
- 公司法要義
- WTO與貿易有關智慧財產權協定之研究
- 國際金融法之研究
- ECFA東西向貿易對台灣的衝擊
- 新世紀WTO國際經貿法菁英訓練團團長

## 選舉紀錄
| 年度 | 選舉屆數             | 選舉區                                 | 所屬政黨     | 得票數    | 得票率 | 當選標記         | 備註 |
| ---- | -------------------- | -------------------------------------- | ------------ | --------- | ------ | ---------------- | ---- |
| 2012 | 第八屆立法委員選舉   | 全國不分區及僑居國外國民立法委員選舉區 | 台灣團結聯盟 | 1,178,797 | 8.96%  |                  |      |
| 2018 | 第三屆臺南市市長選舉 | 臺南市                                 | 無黨籍       | 45,168    | 4.67%  |                  |      |
| 2022 | 第四屆臺南市市長選舉 | 臺南市                                 | 無黨籍       | 38,697    | 4.35%  |                  |      |
| 2024 | 第十一屆立法委員選舉 | 全國不分區及僑居國外國民立法委員選舉區 | 臺灣民眾黨   | 3,040,615 | 22.07% | 排名第16 當選8名 |      |

## 外部連結
- 許忠信官方網站
- 許忠信談ECFA - TaiwanYes
- 你不知道的真相(21)「反ECFA之父」許忠信教授
- ECFA！大災難─許忠信博士| YouTube （页面存档备份，存于）
- 許忠信 臉書粉絲團
- YouTube上的許忠信頻道

| 政党职务     | 政党职务                                       | 政党职务      |
| ------------ | ---------------------------------------------- | ------------- |
| 台灣團結聯盟 |                                                |               |
| 前任： 首任  | 台聯立法院黨團幹事長 2012年8月1日─2014年2月1日 | 繼任： 周倪安 |